# ني نو كوني: راث أوف ذا وايت ويتش
ني نو كوني: راث أوف ذا وايت ويتش (بالإنجليزية: Ni no Kuni: Wrath of the White Witch))‏، هي لعبة فيديو من نوع تقمص الأدوار، صدرت في الأسواق سنة 2011 باليابان، ثم بقية دول العالم أوائل سنة 2013، وستعيد إصدار اللعبة بتاريخ 20 سبتمبر 2019 على منصات بلاي ستيشن 4، مايكروسوفت ويندوز ونينتندو سويتش، وهي من تطوير ليفل-5، ومن نشر بانداي نامكو إنترتينمنت.

## روابط خارجية
- ني نو كوني: راث أوف ذا وايت ويتش على موقع IMDb (الإنجليزية)